# Jimmy Mullen
Jimmy Mullen, (född 6 januari 1923 – 1988 i Newcastle-on-Tyne) är en före detta engelsk fotbollsspelare. Han spelade i Wolverhampton Wanderers under hela sin karriär.
Han kom att spela 486 matcher för Wolves och gjorde 112 mål.
I engelska landslaget gjorde han 12 matcher.
När hans fotbollskarriär var över öppnade han en sportaffär i Wolverhampton som han drev till 1987 då han gick pension. Året efter dog han 65 år gammal.

## Meriter
- Engelsk mästare 1954, 1958, 1959
- FA-cupen 1949, (1960)